# Dąbrówka Połajewska
Dąbrówka Połajewska – część wsi Dąbrówka w Polsce położona w województwie kujawsko-pomorskim, w powiecie włocławskim, w gminie Kowal.
W latach 1975–1998 miejscowość należała administracyjnie do województwa włocławskiego.

## Urodzeni w Dąbrówce Połajewskiej
- Kazimierz Tański (ur. 4 marca 1774 we wsi Dąbrówka Połajewska, zm. 7 marca 1853 w Łagiewnikach) – generał wojsk polskich, uczestnik insurekcji kościuszkowskiej i wojen napoleońskich